# Amigos (álbum de Paul Anka)
Amigos (1996) es un álbum de dúos con versiones en español para canciones de Paul Anka, que incluye como participantes a Juan Gabriel, Ricky Martin, Celine Dion y Julio Iglesias. Paul Anka ha sido el productor ejecutivo del disco. Salió a la venta el 30 de julio de 1996 por la Sony Music Entertainment Mexico S. A. de C. V.

## Lista de canciones
1. Diana, dúo con Ricky Martin
2. Yo te amo (Do I love you), con Anthea Anka , Kenny G Y Bee Gees
3. Tú eres mi destino (You are my destiny), dúo con Lucero
4. El hombre en el espejo (Face in the Mirror), dúo con Mijares
5. Mejor decir adiós (It's Hard to Say Goodbye), dúo con Celine Dion
6. Tu cabeza en mi hombro (Put your head on my shoulder), dúo con Myriam Hernández
7. Mi pueblo (My Home Town), dúo con Juan Gabriel
8. Déjame conocerte (Let Me Get to Know You), dúo con José José
9. Yo no duermo sin tu amor (I Don't Like to Sleep Alone), dúo con Alejandro Lerner
10. Ella es una dama (She's a Lady), con José Luis Rodríguez y Tom Jones
11. A mi manera (My Way), dúo con Julio Iglesias